# André Le Breton
André François Le Breton (ur. 1708 w Paryżu, zm. 5 października 1779) – francuski księgarz i wydawca. Był wraz z Michel-Antoine Davidem, Laurent Durandem i Antoine-Claude Briassonem jednym z czterech wydawców Wielkiej Encyklopedii Francuskiej. Le Breton napisał kilka artykułów do l’Encyclopédie, ale był przede wszystkim wydawcą oraz okazjonalnym redaktorem (często wbrew woli głównego redaktora Diderota) tej encyklopedii.
W 1745 roku le Breton postanowił wydać tłumaczenie angielskiej encyklopedii pt. Cyclopaedia wydanej w 1728 r. przez Ephraima Chambersa. Po trudnościach z tłumaczeniem, ostatecznie Le Breton zdecydował się wydać odrębną francuską encyklopedię i w 1747 r. redaktorem naczelnym został Diderot.
Le Breton od czasu do czasu cenzorował niektóre hasła encyklopedii, co powodowało wściekłość Diderota. Chociaż w XVIII wieku uważano, że oryginalnej treści tych artykułów nie uda się odzyskać, ponieważ zostały one spalone (pogląd Friedricha von Grimma z 1777 r.) – udało się w XX wieku przedstawić rozmiar cenzury Bretona. Cenzura w największym stopniu dotknęła haseł Sarrasins ou Arabes i Pyrrhoniene philosophie. W wypadku tego drugiego hasła le Breton zmienił je tak, aby było mniej przychylne Pierre’owi Bayle’owi, XVII-wiecznemu filozofowi, którego poglądy nie były wtedy akceptowane.